# Scedosporium prolificans
Scedosporium prolificans är en svampart som först beskrevs av Hennebert & B.G. Desai, och fick sitt nu gällande namn av E. Guého & de Hoog 1991. Scedosporium prolificans ingår i släktet Scedosporium och familjen Microascaceae.   Inga underarter finns listade i Catalogue of Life.

## Bildgalleri

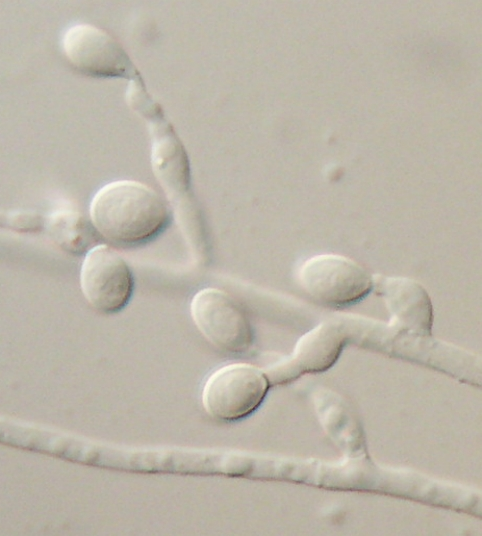